# Centru de afaceri
Un Centru de Afaceri este în general constituit de un grup de firme sau de experți, organizați sau nu într-o asociație patronala sau profesională, care au drept scop să își pună laolaltă resursele și experiența pentru a constitui o structură economică puternică în urmatoarele scopuri:
1. Cucerirea unui segment de piață într-un anumit domeniu.
2. Colaborarea interdisciplinară sau inter-ramură.
3. Crearea unei rețele de afaceri regionale, naționale sau internaționale.
4. Accesarea de programe guvernamentale sau financiare în vederea dezvoltării unor noi piețe, concepte sau produse.
5. Înființarea unor pepiniere de afaceri.
Și alte scopuri adiacente declarate sau nedeclarate pot sta la baza constituirii unui Centru de Afaceri, în funcție de interesele economice ale investitorilor implicați.
La nivel internațional cele mai importante centre de afaceri sunt constituite la începutul secolului al XX-lea în Statele Unite și Marea Britanie.
În Romania Centrele de Afaceri sunt încă în stadiu incipient, dar după 1990 au evoluat într-un ritm de creștere continuu, pe măsură ce mediul de afaceri s-a maturizat. 
După un secol de existență, centrele de afaceri au evoluat în special în trei mari direcții:
1. Bursele financiare și de mărfuri, cu scop declarat de a tranzacționa mărfuri sau valori. La cele mai mari burse ale lumii: Tokio, Londra sau New York se stabilește prețul mondial al celor mai importante mărfuri, rata de schimb a principalelor valute și valoarea acțiunilor celor mai importante companii din lume.(În România Bursa de Valori București, Bursa Română de Mărfuri, Bursa Monetar Financiară și de Mărfuri Sibiu etc.)
2. Centrele de comerț, care au dezvoltat de-a lungul timpului rețele mondiale de schimburi de marfuri, promovarea a afacerilor și dezvoltare a unor puternice structuri financiare. Exemple: World Trade Center, The Centers for International Business Education and Research ș.a.(În România: Camera de Comerț și Industrie a României, Centrul de Promovare al Comerțului Exterior etc.)
3. Centrele de expertiză, consultanță și audit. Cei mai mari auditori din lume fiind așa-zișii Big Four: PricewaterhouseCoopers, KPMG, Ernst & Young și Deloitte Touche Tohmatsu. (În România: Centrul Român de Politici Europene, Centrul de Consiliere, Expertize Evaluare  - Expertul Tău etc.)
Ca formă de business asociativă Centrele de afaceri au un important rol multiplicator în economie, reunind afaceri care altfel ar putea ramâne în permanență la un nivel scăzut, în structuri puternice, competitive și capabile să furnizeze plus valoare în domeniile de competență.